# 昆提利安
马库斯·法比尤斯·昆提利安（拉丁語：Marcus Fabius Quintilianus；约35年—100年）是一位羅馬帝國西班牙行省的雄辩家、修辞家、教育家、拉丁语教师、作家。69至88年教授修辞学，成为罗马第一名领受国家薪俸的修辞学教授，并且是著名的法庭辩护人。
他的著作有：《雄辩家的培训》《长篇雄辩术》《短篇雄辩术》。
他的著作在文艺复兴时期被广泛运用，他的教育思想受到15世紀至16世纪人文主义者的重视，并从而对现代全面发展的教育观点有极大影响。

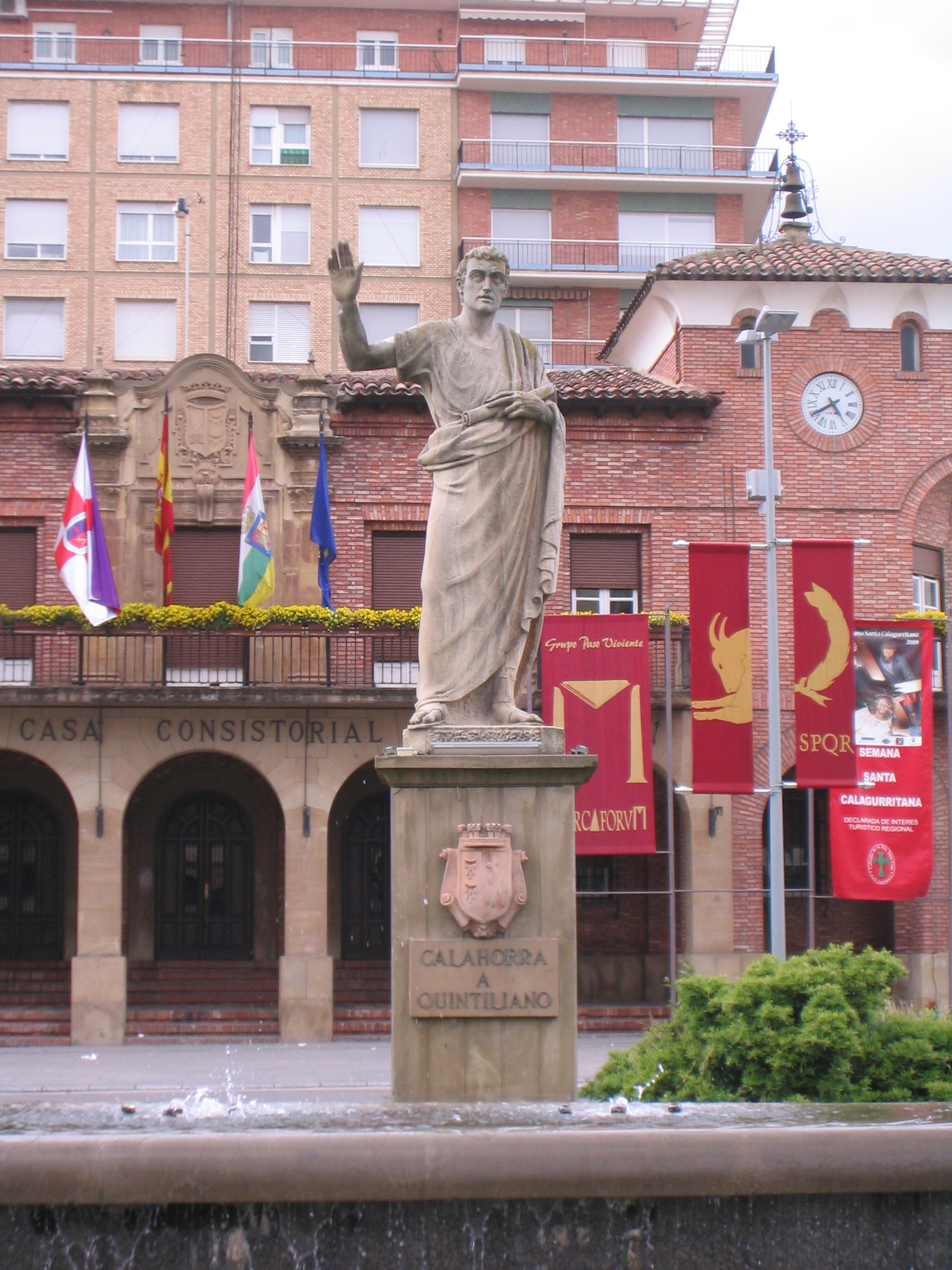
昆提利安的雕像（西班牙）